# Vera Cruz (álbum)
Vera Cruz es el tercer álbum solista del cantante de Heavy Metal  Edu Falaschi, el primero con canciones nuevas, lanzado inicialmente en Japón el día 12 de mayo de 2021 por Ms Metal Records, fue lanzado digitalmente al resto de mundo el día 18 de mayo de 2021. El álbum fue lanzado en edición física por primera vez en Brasil el día 31 de mayo de 2021 y al resto del mundo el 15 de junio de 2021.
Lanzado para celebrar el aniversario de los 30 años de su carrera, es un disco conceptual que narra una historia de aventura ente Brasil y Portugal a mediados del descubrimiento de Brasil y cuenta con varios colaboradores, entre las cuales están, Max Cavalera y Elba Ramalho

## Trasfondo
Vera Cruz es el primer álbum en solitario que presenta material nuevo solo de Falaschi (fuera de su proyecto Almah). Viene después de dos álbumes de versiones (Moonlight (2016) y Ballads (2017)), un EP con dos canciones nuevas y algunas presentaciones en vivo (The Glory of Sacred Truth) y un lanzamiento en vivo (Temple of Shadows-In Concert) en el que interpretó Temple of Shadows en su totalidad (un disco que había lanzado en 2004 con su ahora exbanda Angra. Es un trabajo en el que recupera algunas técnicas vocales que solía aplicar en su tiempo con Angra, pero que perdió temporalmente debido a problemas de voz.

## Producción
El álbum fue creado a un costo de aproximadamente R$ 100.000, grabado en noviembre de 2020 en los estudios Nas Nuvens de Río de Janeiro y fue producido por el propio Falaschi junto con Roberto Barros y el vocalista Thiago Bianchi (ex-Chamán)

## Lanzamiento y Promoción
El álbum se editó en formatos convencionales y también en una caja especial con un digibook, un CD, un DVD, un libro con el resumen de la trama, imágenes, una camiseta y una taza

## Lista de Canciones
| N.º | Título                                                       | Duración |  |
| 1.  | «Burden»                                                     | 2:00     |  |
| 2.  | «The Ancestry»                                               | 5:50     |  |
| 3.  | «Sea of Uncertainties»                                       | 4:54     |  |
| 4.  | «Skies In Your Eyes»                                         | 4:25     |  |
| 5.  | «Frol de la Mar»                                             | 0:58     |  |
| 6.  | «Crosses»                                                    | 4:40     |  |
| 7.  | «Land Ahoy»                                                  | 9:40     |  |
| 8.  | «Fire with Fire»                                             | 6:39     |  |
| 9.  | «Mirror of Delusion»                                         | 5:28     |  |
| 10. | «Bonfire of the Vanities (con Tito Falaschi)»                | 3:29     |  |
| 11. | «Face the Storm (con Max Cavalera)»                          | 7:30     |  |
| 12. | «Rainha do Luar (Queen of the Moonlight) (con Elba Ramalho)» | 4:06     |  |

## Formación
- Edu Falaschi: Vocalista

### Músicos de sesión
- Diego Mafra: guitarrista
- Roberto Barros: guitarrista
- Raphael Dafras: bajista
- Fabio Laguna: tecladista
- Aquiles Priester: baterista